# Евріпід
Евріпід (у багатьох джерелах Еврипід; дав.-гр. Εὐριπίδης; близько 480/84 — 406 рр. до н. е.) — давньогрецький поет-драматург, молодший серед трьох великих афінських трагіків — Есхіла та Софокла.

## Біографія
Згідно з Пароською хронікою Евріпід народився на острові Саламін у 484 році до н. е. За іншою версією поет народився в день Саламінської перемоги (28 вересня 480 року до н. е.), коли на острів висадилися афіняни під час війни проти персів. Його батько Мнесарх мав невелику земельну власність, але спромігся дати синам освіту. За Арістофаном, його мати — зеленщиця Клейто, але пізніший біограф Філохор заперечує це. Відомо, що він навчався у видатних філософів Протагора й Анаксагора, дружив з Архілаєм, Продиком та Сократом, мав значну бібліотеку. Хлопчиком майбутній поет брав участь у щорічному вшануванні Аполлона в його делоському храмі, що вважалося привілеєм давніх аттичних родів. Як свідчать біографи, замолоду Евріпід здобував перемоги як атлет, захоплювався малюванням.
Творчість Евріпіда, який сформувався в роки кризи афінської демократії, розкладу полісної моралі, посилення індивідуалізму, відрізняється різко критичним ставленням до міфології, етичних норм та інших традицій. Це викликало обурення сучасників і, цілком зрозуміло, що навколо нього склалася несприятлива атмосфера (відбита у творах Арістофана), внаслідок чого поет наприкінці життя залишив Афіни. Після нетривалого перебування у фессалійській Магнесії Евріпід поселився в Македонії, де й помер 406 до н. е. Недобрі плітки розповідали і про його смерть: нібито він був розірваний псами, або навіть розтерзаний жінками.
Є відомості, що Евріпід почав працювати над трагедіями вже у вісімнадцятирічному віці, але в змаганні драматургів він вперше взяв участь лише в 455 до н. е., коли йому було близько тридцяти років. У цьому змаганні драматург посів третє місце. За все життя йому вдалося здобути лише п'ять перемог (останню — посмертно). Евріпід, на відміну від Есхіла та Софокла, сам на сцені не виступав, а також, порушуючи традиції, не писав музику до своїх творів, доручаючи цю справу музикантам.

## Особливості творчості
Незрозумілий сучасниками, Евріпід набув слави великого трагіка, який підготував мистецтво нової драми. Він широко вводить до драматичної дії раціональні інтонації філософського диспуту (в дусі софістів) або судових розглядів, поєднуючи граничний раціоналізм з психологізмом. Евріпіду властиве незвичне для античної трагедії посилення побутового елементу, цікавість до приватного життя людей. Показові кінцівки драм. Автор нехтує природним розвитком і завершеністю дії і тому в фіналі часто відбувається несподівана розв'язка, зазвичай пов'язана з втручанням божества, яке з'являлося на спеціальній театральній машині (еорема). Цей прийом пізніше отримав назву «deus ex machina» («бог з машини»).
Творчість Евріпіда по-справжньому оцінили вже після його смерті; до падіння Римської імперії він залишався найвідомішим і найпопулярнішим драматургом античності. Простежується вплив на Менандра, трагедії Сенеки Молодшого та на європейську драматургію. Від трагедій «Медея», «Гіпполіт» та інших веде початок розвиток драми в бік патетичної, пафосної трагедії значних, часом патологічних пристрастей (цю лінію розвивають Сенека, Расін та інші). Від трагедій «Іон», «Єлена» та інших, де вперше з'являються мотиви загубленої й знайденої дитини тощо — веде шлях в сторону побутової драми, просторікуватих персонажів (через побутову комедію Менандра цей напрям веде до Плавта, а через нього до Мольєра). Трагедії Евріпіда час від часу з'являються і в репертуарі сучасного театру.

## Трагедії Евріпіда

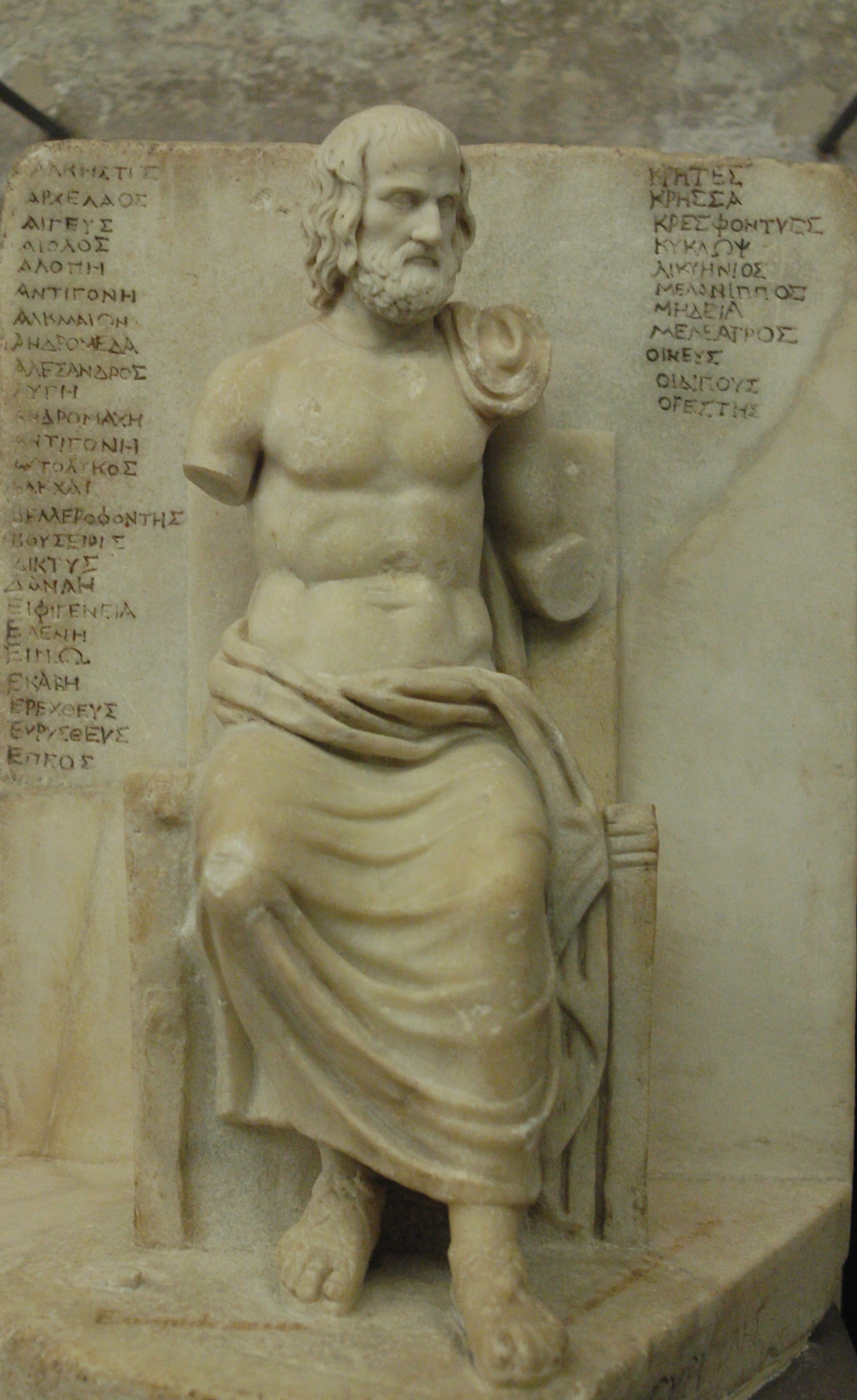
Евріпід, що сидить, Лувр. Римська статуя ІІ ст.

З 92 п'єс, що приписувалися Евріпіду в давнину, можна відновити назви 80. До нас дійшло з них 18 трагедій, з яких «Рес», як вважається, написаний поетом, що жив пізніше, а сатирівська драма «Циклоп» є єдиним вцілілим зразком цього жанру. Найкращі за оцінкою древніх драми Евріпіда для нас втрачені; з уцілілих увінчаний був тільки «Гіпполіт». У числі збережених п'єс найбільш рання — «Алкеста» (вар. назви: «Алькеста», «Алкестида»), а до більш пізніх належать «Іфігенія в Авліді» і «Вакханки».
Розробка жіночих ролей у трагедії була нововведенням Евріпіда. Гекуба, Поліксена, Кассандра, Андромаха, Макарія, Іфігенія, Єлена, Електра, Медея, Федра, Креуса, Андромеда, Агава і багато інших героїнь сказань Еллади являють собою типи закінчені і життєві. Мотиви подружньої і материнської любові, ніжної відданості, бурхливої пристрасті, жіночої мстивості в сплаві з хитрістю, підступністю і жорстокістю займають в драмах Евріпіда чільне місце. Жінки Евріпіда перевершують його чоловіків силою волі і яскравістю почуттів. Також раби і рабині в його п'єсах не є бездушними статистами, але мають характери, людські риси і проявляють почуття подібно вільним громадянам, змушуючи глядачів співпереживати.
Лише деякі з уцілілих трагедій задовольняють вимогу закінченості і єдності дії. Сила автора перш за все в психологізмі і глибокому опрацюванні окремих сцен і монологів. У старанному зображенні душевних станів, зазвичай напружених до крайності, полягає головний інтерес трагедій Евріпіда.

### Список повністю збережених творів

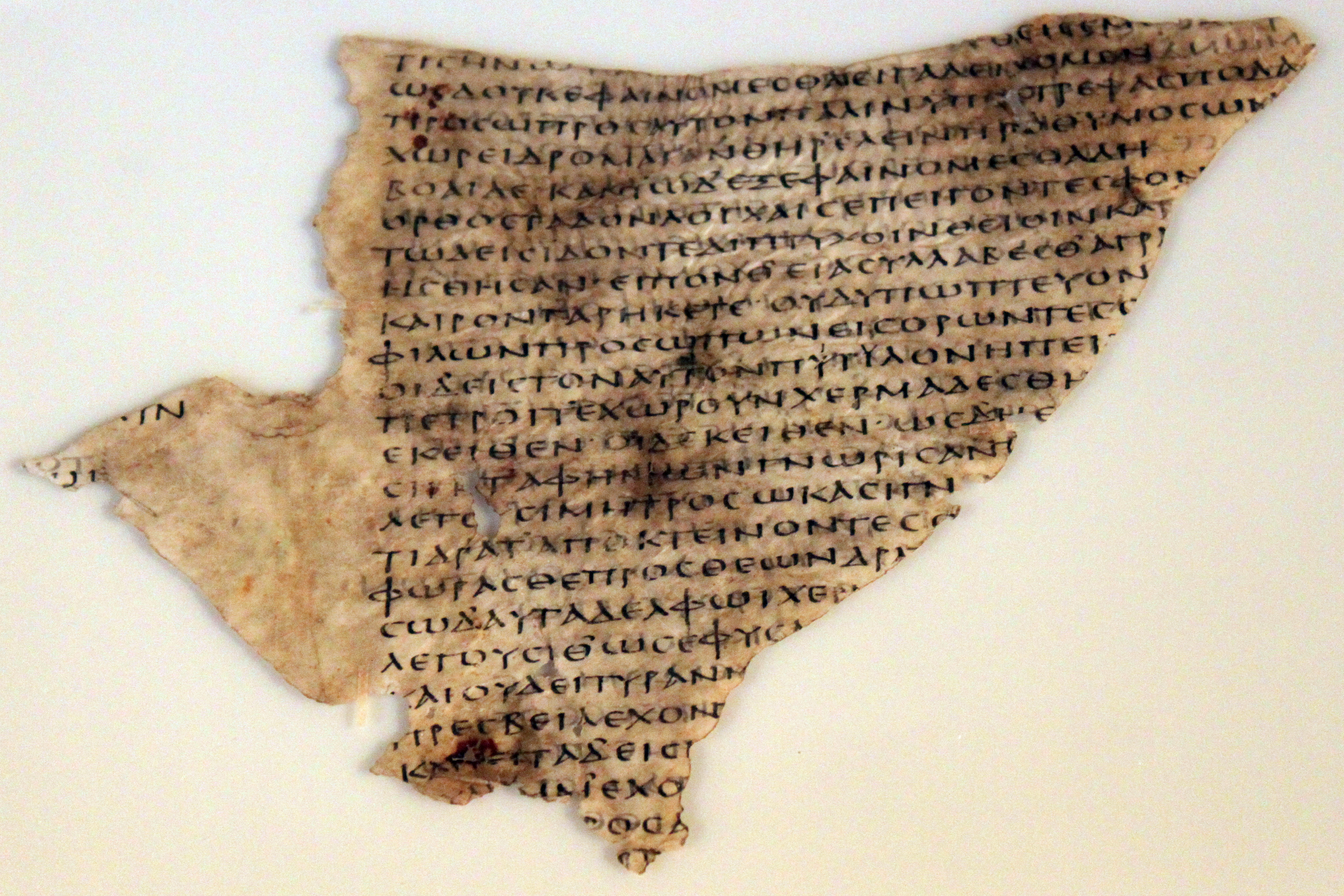
Фрагмент трагедії «Меланіпп в ув'язненні»

Евріпідом було написано понад 90 драматичних творів, з них до нас дійшли 18 трагедій і одна сатирівська драма «Кіклоп». Деякі з них можуть бути точно датовані:
- «Алкеста» (438 до н. е., друге місце)
- «Медея» (431 до н. е., третє місце)
- «Геракліди» (бл. 430 до н. е.)
- «Гіпполіт» (428 до н. е., перше місце)
- «Андромаха» (бл. 425 до н. е.)
- «Гекаба» (бл. 424 до н. е.)
- «Благальниці» (бл. 423 до н. е.)
- «Електра» (бл. 420 до н. е.)
- «Геракл» (бл. 416 до н. е.)
- «Троянки» (415 до н. е., друге місце)
- «Іфігенія в Тавриді» (бл. 414 до н. е.)
- «Іон» (бл. 413 до н. е.)
- «Єлена» (412 до н. е.)
- «Фінікіянки» (бл. 410 до н. е., друге місце) '
- «Циклоп» (сатирична драма)
- «Орест» (408 до н. е.)
- «Вакханки» (405 до н. е., посмертні, перше місце)
- «Іфігенія в Авліді» (405 до н. е., посмертні, перше місце)

### Список п'єс, що збереглися частково або втрачені
- «Авга»
- «Автолік» (сатирична драма)
- «Олександр» (415 р до н. е., збереглася частково)
- «Алкмена»
- «Алкмеон в Коринті» (близько 405 р.до н. е.)
- «Алкмеон в Псофиді» (438 до н. е.)
- «Алоп»
- «Андромеда» (412 до н. е.)
- «Антигона»
- «Антиопа» (близько 408 м до н. е.)
- «Архелай» (близько 407 м до н. е.)
- «Беллерофонт» (до 425 м до н. е.)
- «Бусирис» (сатирична драма)
- «Гіпполіт закривається'» (434 до н. е.)
- «Гіпсіпіла» (близько 408 м до н. е.)
- «Диктіс» (431 до н. е.)
- «Еврісфей»
- «Ей»
- «Едіп»
- «Еномай» (410/409 р.до н. е.)
- «Еол» (до 423 м до н. е.)
- «Ерехтей» (близько 423 м до н. е.)
- «Іксион»
- «Іно»
- «Кадм»
- «Кресфонт»
- «Критяни»
- «Критянки» (438 до н. е.)
- «Лікімнія»
- «Скиросці»
- «Меланіпп в ув'язненні»
- «Меланіпп мудрий»
- «Мелеагр»
- «Ойней»
- «Паламед» (415 до н. е.)
- «Пеліади» (455 до н. е.)
- «Плісфен» (сатирична драма)
- «Polydios»
- «Протесилай»
- «Сізіф» (сатирична драма, 415 м до н. е.)
- «Сілей» (сатирична драма)
- «Скірон» (сатирична драма)
- «Сфенебея»
- «Телеф»
- «Темен»
- «Теменіди»
- «Тесей»
- «Фаетон» (бл. 420 р. до н. е..; збереглася частково)
- «Фенікс I»
- «Фенікс II»
- «Фієст»
- «Філоктет» (431 до н. е.)
- «Фрікс»
- «Хрисипп» (410/409 р.до н. е.)
- «Женці» (сатирична драма, 431 до н. е.)

## Переклади українською
- Евріпід. Трагедії / Переклади з давньогрецької А. Содомори та Б. Тена. — Київ: Основи, 1993. — 448 с.
- Евріпід. Трагедії / Переклади з давньогрецької Андрія Содомори та Назара Ващишина. — Львів: Апріорі, 2023. — 607 с

## Музична діяльність

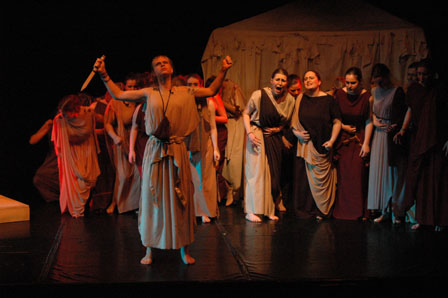
Сцена з постановки трагедії «Медея»

Ймовірно, Евріпід сам писав музику для своїх трагедій. Зберігся фрагмент першої антистрофи з «Ореста» на папірусі III ст. до н. е., який містить над віршованим текстом добре помітні нотні знаки. Фрагмент музики Евріпіда підтверджує приписувану йому в ряді немузичних трактатів славу зухвалого композитора-реформатора, який, за свідченням древніх, впровадив в трагедію хроматику і став широко використовувати кіфару (в більш давніх зразках трагедії стандартно застосовувався тільки авлос). Нотація фрагменту, що показує всі три роди мелосу греків — діатоніку, хроматику і енармоніку, свідчить про вишуканість і складність музичного письма Евріпіда.
Інший фрагмент Евріпіда, який зберігся, — з «Іфігенії в Авліді» (хоровий епод з другого музичного антракту; датований бл. 280 р. до н. е.) — прикметний тим, що крім букв, що позначають висоту звуків, папірус містить знаки ритмічної нотації. Аналіз цього фрагменту показує, що музичний ритм змінює метрику вірша. Таким чином, стає очевидно, що (прийнятий за традицією у філологів) запис тексту трагедії як «чистого» вірша (без урахування розспіву) не дає правильного уявлення про його звучання.

## Цитати
Евріпідові належать крилаті вислови:
- «Ніколи не довіряй жінці, навіть якщо вона говорить правду»
- «Той кращий пророк, хто передбачає хороше»
- «Життя наше є боротьба»
- «Справжня мужність — обережність»
- «Немає гіршого зла ніж погана жінка і кращого добра ніж гарна»
- «Кого Юпітер бажає згубити, того позбавляє розуму»
- «Хтозна, чи життя, котрим живемо, не є смертю, а смерть — життям»